# Coordinateur des activités gouvernementales dans les territoires
Le coordinateur des activités gouvernementales dans les territoires (COGAT, acronyme de l'anglais Coordinator of Government Activities in the Territories) est l'organisme d'administration militaire israélienne, sous l'autorité du ministère de la défense, chargé de la supervision des civils dans la Cisjordanie et à Gaza. Son siège est situé à Tel Aviv.

L'objectif du COGAT est de faire progresser et d'exécuter les politiques du gouvernement israélien concernant les affaires civiles, y compris la facilitation des questions humanitaires, la promotion de projets humanitaires et la facilitation des initiatives en matière d'infrastructures et de finances.  Il collabore avec la communauté internationale, englobant les organisations gouvernementales et non gouvernementales, pour contribuer au développement et à l'amélioration du niveau de vie des Palestiniens résidant dans les zones qu'il priorise.